# Szabó Kálmán (közgazdász)
| Szabó Kálmán                              | Szabó Kálmán |
| Kattints az alábbi külső linkek egyikére! | Kattints az alábbi külső linkek egyikére! |
| ----------------------------------------- | --- |
| Nem található szabad kép.(?)              | |
| külső link · jogvédett                    | Szabó Kálmán. Nemzeti Névtér. 2015.01.05. |
| külső link · jogvédett                    | Szabó Kálmán rektor mellszobra. IX. kerület, Fővám tér 8. A Corvinus Egyetem főépületének második emeletén, a lépcsőházzal szemben lévő függőfolyosón. 2011.12.08. |

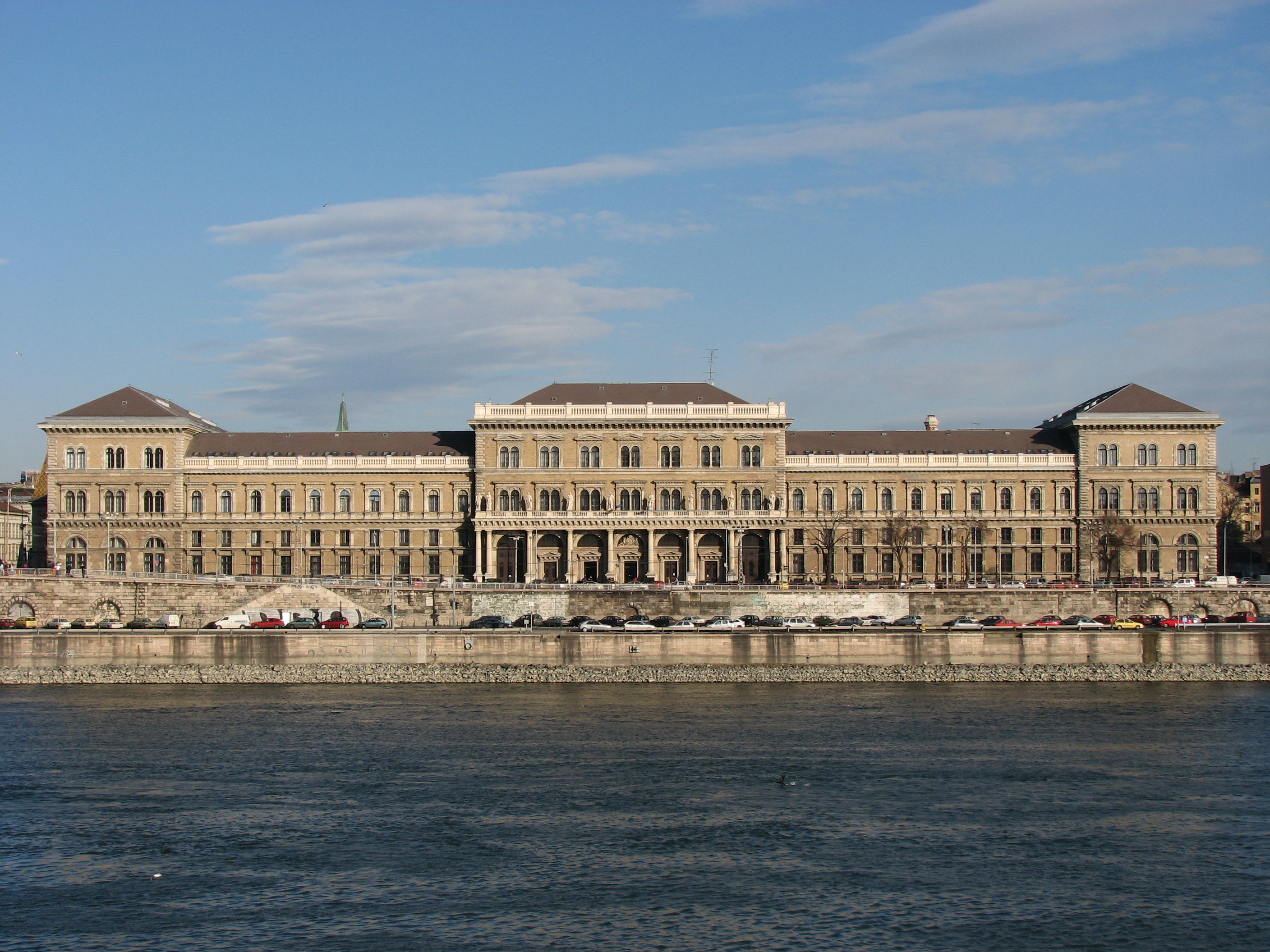
1950–2002 között a Marx Károly Közgazdaságtudományi Egyetemen tanított

Szabó Kálmán (Bogyoszló, 1921. november 20. – Budapest, 2007. május 25.) magyar közgazdász. Felesége, Sz. Jónás Ilona jeles középkortörténész volt.

## Életpályája
Felsőfokú tanulmányait még a Műegyetem közgazdasági karán kezdte, majd az abból 1948-ban létrejött Közgazdaságtudományi Egyetemen fejezte be, és szerzett diplomát. 1950-ben a Közgazdaságtudományi Egyetemen aspiráns lett, valamint tanársegéd a gazdaságtan tanszéken. 1953-ban a Társadalmi Szemle című folyóirat munkatársa volt. Az 1954–56-os években az Országos Tervhivatalban dolgozott. A „Petőfi Kör” közgazdászvitájának egyik vitavezetője volt. 1959-től a Marx Károly Közgazdaságtudományi Egyetem (mai nevén Corvinus Egyetem) docense, majd 1968–1973 között rektora. 1966-tól az új gazdasági mechanizmust előkészítő bizottság tagja. 1973-tól volt a Magyar Tudományos Akadémia tagja. 1970–1990 között országgyűlési képviselő. Segített megőrizni a gazdasági reform vívmányait, valamint annak folyamatos fejlődését is igyekezett biztosítani.

## Művei
- Szocializmus politikai gazdaságtana 5. füz. A szocialista népgazdaság fejlődésének tervszerűsége 2. évf. délelőtti és levelező, valamint államvizsgázó hallgatók számára; MKKE, Budapest, 1960
- A szocialista tervszerűség elméleti kérdései (1960)
- A szocialista termelés alapvető vonásai (1964)
- A vállalati gazdálkodás jelenlegi helyzete és feladatai; in: Országos Agitációs és Propaganda Tanácskozás. 1970. febr. 5–7.; Kossuth, Budapest, 1970
- A termelőerők és termelési viszonyok fejlesztésének kérdései; Kossuth, Budapest, 1976
- Arányossági elv és érték a modern gazdaságban; Akadémiai, Budapest, 1985
- Vagyonérdekeltség, reform; szerk., előszó Szabó Kálmán; Közgazdasági és Jogi, Budapest, 1987 (Időszerű közgazdasági kérdések)
- A Közgazdaságtudományi Egyetem első megvalósult reformjáról. Visszaemlékezés; BKTE Alapítvány, Budapest, 2000 (Memoria rerum Universitatis)

## Emlékezete
- 2011 decemberében a Budapesti Corvinus Egyetem második emeletén szobrot avattak tiszteletére
- 2012 óta létezik a róla elnevezett Szabó Kálmán Tehetségprogram.[2]